# Държавно устройство на Уругвай
Уругвай е президентска република.

## Президент
Президентът има 5-годишен мандат.

## Законодателна власт
Законодателната власт в Уругвай е представена от двукамарен парламент.
Горната камара (Cámara de Senadores) се състои от 30 места, избирани пропорционално за срок от 5 години.
Долната камара (Cámara de Representantes) се състои от 99 места, избирани пропорционално за срок от 5 години.

## Съдебна власт
Върховният съд е най-висшият съд в Уругвай, неговите съдии се избират на всеки 10 години от общото събрание.